# Listă de căi de semnalizare
În biologia celulară, există o multitudine de căi de semnalizare. Semnalizarea celulară face parte din sistemul biologic molecular care controlează și coordonează acțiunile celulelor.
- Calea de semnalizare Akt/PKB
- Calea de semnalizare AMPK
- Calea dependentă de cAMP
- Calea de semnalizare Eph/ephrin
- Calea de semnalizare Hedgehog
- Calea de semnalizare Hippo
- Calea de transducție a semnalului insulinei
- Calea de semnalizare JAK-STAT
- Calea de semnalizare MAPK/ERK
- Calea de semnalizare mTOR
- Calea de semnalizare nodală
- Calea de semnalizare Notch
- Calea de semnalizare PI3K/AKT/mTOR
- Calea de semnalizare TGF beta
- Calea de semnalizare TLR
- Calea de semnalizare VEGF
- Calea de semnalizare Wnt